# Kennedy Chihuri
Kennedy Chihuri (2 aprile 1969) è un ex calciatore zimbabwese, di ruolo centrocampista.

## Carriera

### Club
Ha giocato nella massima serie dei campionati slovacco e ceco.